# Chamartín (Madryt)
Chamartín – jest jednym z 21 dystryktów wchodzących w skład Madrytu. Pierwotnie istniejące jako samodzielne miasto – Chamartín de la Rosa, w 1948 włączone do Madrytu. W obrębie dystryktu znajduje się m.in.:stacja kolejowa Madryt Chamartín oraz stadion Santiago Bernabéu.

## Podział administracyjny
Chamartín dzieli się administracyjnie na 6 dzielnic:
- Ciudad Jardín
- El Viso
- Hispanoamérica
- Nueva España
- Plaza Castilla
- Prosperidad